# Consuelo de Sánchez Latour
Consuelo Castillo de Sánchez Latour (7 de febrero de 1924, Chiquimula – 11 de julio de 2015, Ciudad de Guatemala) fue una escritora francesa-guatemalteca, cronista y periodista. Hablaba castellano, inglés, francés y esperanto.
Se asegura creído que Consuelo Sánchez era una miembro familiar distante  de Enrique Gómez Carrillo. Consuelo también promovió la lengua esperanto en Guatemala junto con otros intelectuales y profesores.
Falleció a los 91 años, en 2015. Y fue inhumada en el Cementerio Las Flores.

## Obra

### Algunas publicaciones
- 1958. Esperanto a través del mundo. Publicó Tipografia Nacional de Guatemala, 560 p.

## Honores
- diciembre de 1958, Consuelo Sánchez Latour, fue listada como candidata a "Mujer del Año" en la competición promovida por Prensa Libre.[5]

- 2014: Orden María Antonieta Somoza, numeraria 10[6]